# Gladicosa euepigynata
Gladicosa euepigynata là một loài nhện trong họ Lycosidae.
Loài này thuộc chi Gladicosa. Gladicosa euepigynata được M. E. Montgomery miêu tả năm 1904.